# JR西日本不動産開発
JR西日本不動産開発株式会社（ジェイアールにしにほんふどうさんかいはつ、英: JR WEST REAL ESTATE & DEVELOPMENT COMPANY）は、大阪府大阪市北区中之島に本社を置く日本の総合不動産会社。西日本旅客鉄道（JR西日本）の完全子会社。

## 沿革
- 1965年 - 関西高架株式会社として会社設立。
- 1990年 - ジェイアール西日本開発株式会社に商号変更。
- 1991年 - 大阪府大阪市淀川区西中島に本社移転。
- 1993年 - 西日本旅客鉄道の完全子会社になる。
- 2001年 - ジェイアール西日本不動産と合併。ジェイアール西日本不動産開発株式会社と商号変更。
- 2002年 - 本社を兵庫県尼崎市に移転。
- 2015年 - JR西日本不動産開発株式会社と商号変更。
- 2018年 - 本社を大阪市北区中之島2丁目2番7号  中之島セントラルタワーに移転。
- 2023年 - JR西日本プライベートリート投資法人を運用開始[3]

## 主な開発物件
以下の他、「J:GRAN（ジェイグラン）」ブランドによるマンション・住宅開発、ホテル開発、物件の賃貸、などを手掛けている。
★をつけた物件はJR西日本プライベートリート投資法人の所有である。

### NKビル
主に駅ビルや住宅や商業施設などが付随する複合施設。「NK」は「西日本開発」の略である。
- 調布NKビル
- 西新橋NKビル
- JR金沢駅NKビル（金沢フォーラス）
- JR金沢駅西第一NKビル★
- JR金沢駅西第二NKビル
- JR金沢駅西第三NKビル
- JR金沢駅西第四NKビル
- 名古屋栄NKビル
- JR長浜駅ビル
- JR南草津駅NKビル
- JR石山駅NKビル
- JR山科駅NKビル
- JR京都駅NKビル
- JR二条駅NKビル
- JR二条駅第2NKビル
- JR福知山駅第1NKビル
- JR福知山駅第2NKビル
- JR福知山駅第3NKビル
- JR東舞鶴駅NKビル
- JR高槻駅NKビル
- JR放出駅NKビル
- JR玉造駅NKビル
- JR堺市駅NKビル
- JR尼崎駅東NKビル
- JR尼崎駅西NKビル
- JR尼崎駅西ミニNKビル
- JR尼崎駅北NKビル★
- JR三田駅NKビル
- JR西宮駅NKビル
- JR住吉駅NKビル
- JR住吉駅南NKビル
- JR灘駅NKビル
- 春日野道NKビル
- JR兵庫駅NKビル
- JR西明石駅NKビル
- JR大久保駅NKビル
- JR駅NKビル
- JR姫路駅NKビル（ピオレ姫路）
- JR加古川駅駅西NKビル
- JR駅NKビル
- JR奈良駅NKビル
- JR王寺駅NKビル
- JR米子駅NKビル
- JR岡山駅第1NKビル
- JR岡山駅第2NKビル
- 広島八丁堀NKビル
- 広島稲荷町NKビル
- 広島駅西NKビル
- 横川駅NKビル
- JR呉駅NKビル
- 福岡天神NKビル
- 茨木新中条町NKビル

### ビエラ
主に高架下を利用した商業施設だが、ビエラ明舞・ビエラ御影のように鉄道駅から離れた立地のものもある。
- ビエラ江東橋
- ビエラ蒔田（2022年10月開業）
- ビエラ名古屋名駅
- ビエラ大津
- ビエラ山科
- ビエラ福知山
- ビエラ宇治小倉
- ビエラ寺田町
- ビエラ桃谷
- ビエラ野田
- ビエラ森ノ宮
- ビエラ東岸和田
- ビエラ岸辺健都
- ビエラ千里丘
- ビエラ高槻
- ビエラ高槻南
- ビエラ茨木新中条
- ビエラ明舞
- ビエラ神戸
- ビエラ御影 (2022年4月開業)
- ビエラ姫路
- ビエラ塚口
- ビエラ大久保
- ビエラ甲子園口
- ビエラ加古川
- ビエラ奈良
- ビエラ海田市
- ビエラ小倉（旧・小倉エキナカひまわりプラザ）

### ビエラタウン
- ビエラタウンけいはんな
- ビエラタウン玉造
- ビエラタウン鴫野
- ビエラタウン西明石

### その他高架下開発
- 福島高架下
- 新大阪駅 味の小路
- 新梅田食堂街
- 博多活憩通り

## 労働組合
- ジェイアール西日本不動産開発労働組合（JR西日本グループ労働組合連合会）